# Saint-Bonnet-de-Vieille-Vigne
 Saint-Bonnet-de-Vieille-Vigne  es una población y comuna francesa, en la región de Borgoña, departamento de Saona y Loira, en el distrito de Charolles y cantón de Palinges.

## Demografía
| 309 | 295 | 209 | 192 | 217 | 198 |
| Para los censos de 1962 a 1999 la población legal corresponde a la población sin duplicidades (Fuente: INSEE [Consultar]) |     |     |     |     |     |